# Aire urbaine de Douarnenez
L'aire urbaine de Douarnenez est une aire urbaine française constituée autour de la ville de Douarnenez (Finistère).
En 1999, ses 19 424 habitants faisaient d'elle la 263e des 354 aires urbaines françaises.

## Caractéristiques
D'après la délimitation établie par l'INSEE, l'aire urbaine de Douarnenez est composée de 2 communes, toutes situées dans le Finistère. 
Son pôle urbain est formé par l'unité urbaine de Douarnenez, qui est une ville isolée (unité urbaine d'une seule commune).
L'autre commune, dite monopolarisée, est une commune rurale.
L'aire urbaine de Douarnenez appartient à l'espace urbain du Sud-Finistère.
Le tableau suivant détaille la répartition de l'aire urbaine sur le département (les pourcentages s'entendent en proportion du département) :
| Département | Communes | Communes (%) | Superficie (km²) | Superficie (%) | Population (2015) | Population (%) |
| ----------- | -------- | ------------ | ---------------- | -------------- | ----------------- | -------------- |
| Finistère   | 2        | 0,71         | 49,33            | 0,73           | 15 426            | 1,70           |

En 2015, la population s’élevait à 15 426 habitants.

## Les 2 communes de l’aire
Voici la liste des caractéristiques communes de l'aire urbaine de Douarnenez.
| Code INSEE | Commune    | Type de commune              | Dép.      | Superficie (km²) | Population (2015) | Densité (hab./km²) |
| ---------- | ---------- | ---------------------------- | --------- | ---------------- | ----------------- | ------------------ |
| 29046      | Douarnenez | Commune du pôle urbain       | Finistère | +0024,94         | +00014 208,       | +00569,68          |
| 29224      | Pouldergat | Commune rurale monopolarisée | Finistère | +0024,39         | +0 0001 218,      | +00049,93          |
|            | Total      |                              |           | +0049,33         | +00015 426,       | +00312,71          |